# Verona (provins)
Verona är en provins i den italienska regionen Veneto. Verona är huvudort i provinsen. Provinsen gränsar i norr mot Trento, i öster mot provinserna Vicenza och Padova, i söder mot Rovigo samt i söder och väster mot Lombardiet i form av provinserna Mantua och Brescia. Provinsen bildades 1815 efter Wienkongressen när området blev del av Kungariket Lombardiet-Venetien som 1866 tillföll Kungariket Italien i Pragfreden.

## Administration
Provinsen Verona är indelad i 98 comuni, kommuner, se lista över kommuner i provinsen Verona.

## Världsarv i provinsen
- Staden Verona världsarv sedan 2000.